# Kirtlingtonia
Kirtlingtonia is een geslacht van uitgestorven zoogdieren uit de orde Haramiyida dat tijdens het Jura (om precies te zijn in het Laat-Bathonien) voorkwam in Oxfordshire (Engeland).
Er zijn drie exemplaren van bekend, waarvan BM(NH) M46497 het holotype is. De enige soort, K. catenata, is beschreven door Butler & Hooker (2005). Het geslacht is genoemd naar het Kirtlington Mammal Bed, waar alle bekende exemplaren vandaan komen. De soortaanduiding catenata is Latijn voor 'geketend', wat verwijst naar de rij knobbels op zijn tanden. Het is nog onduidelijk bij welke familie Kirtlingtonia hoort.